# Ariamnes cylindrogaster
Ariamnes cylindrogaster är en spindelart som beskrevs av Simon 1889. Ariamnes cylindrogaster ingår i släktet Ariamnes och familjen klotspindlar. Inga underarter finns listade i Catalogue of Life.

## Bildgalleri

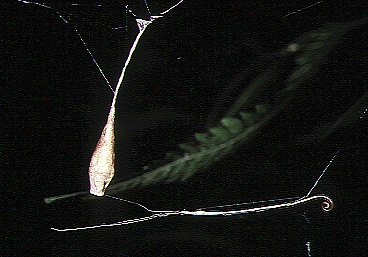
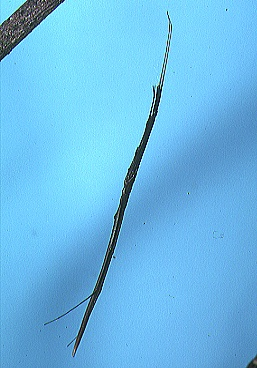